# Camptoptera intermedia
Camptoptera intermedia é uma espécie de insetos himenópteros, mais especificamente de vespas pertencente à família Mymaridae.
A autoridade científica da espécie é Soyka, tendo sido descrita no ano de 1961.
Trata-se de uma espécie presente no território português.